# 薩遮迦大経
『薩遮迦大経』（さつしゃかだいきょう、巴: Mahāsaccaka-sutta, マハーサッチャカ・スッタ）とは、パーリ仏典経蔵中部に収録されている第36経。『大サッチャカ経』（だいサッチャカきょう）とも。
釈迦が、元ジャイナ教徒サッチャカに、自身の修行時代、行法を含め、包括的に仏法を説いていく。

## 日本語訳
- 『南伝大蔵経・経蔵・中部経典1』（第9巻） 大蔵出版
- 『パーリ仏典 中部（マッジマニカーヤ）根本五十経篇II』 片山一良訳 大蔵出版
- 『原始仏典 中部経典1』（第4巻） 中村元監修 春秋社